# Geografía industrial

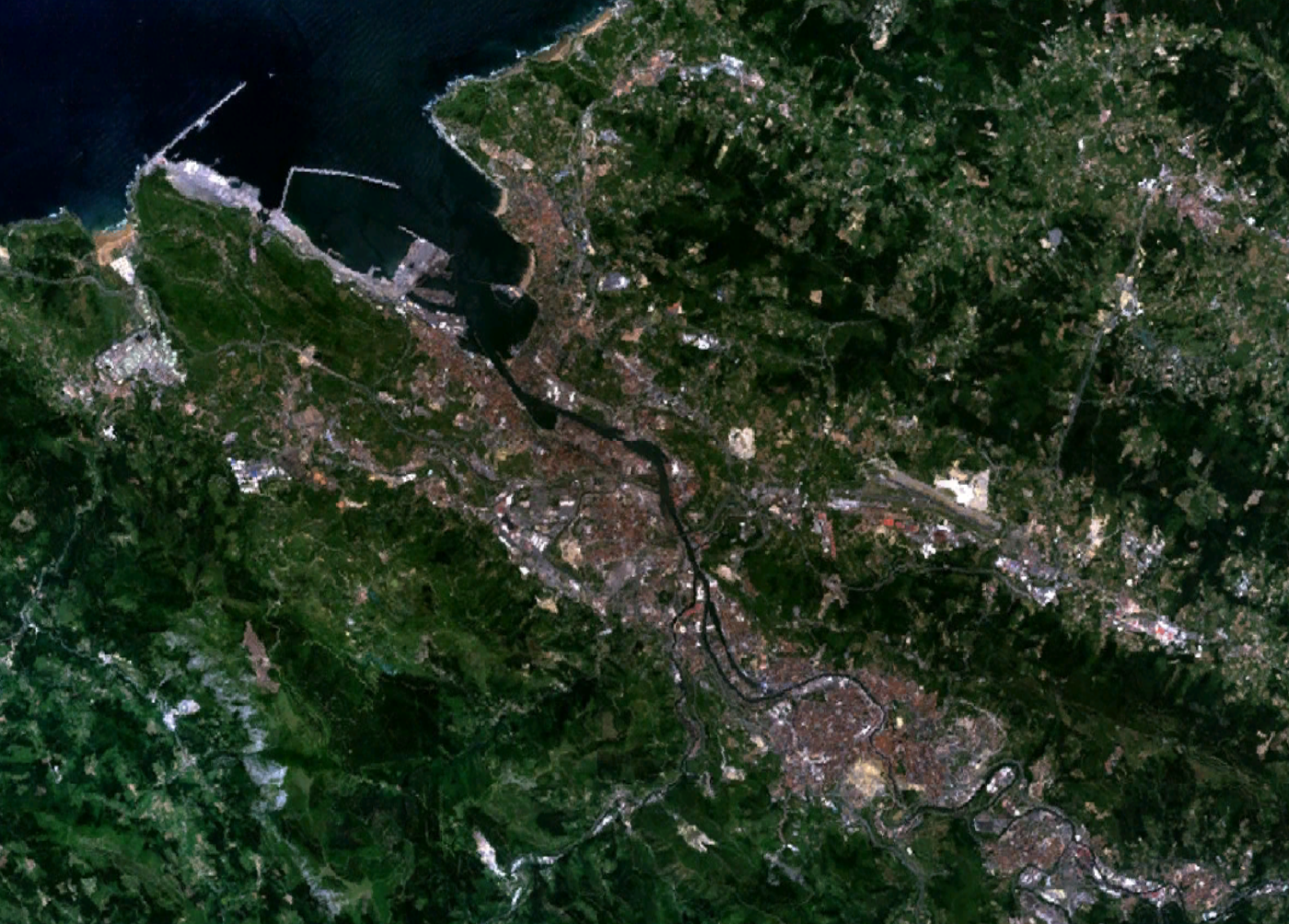
Imagen satelital de la ría de Bilbao. Su «margen izquierda» es una zona industrial clásica.

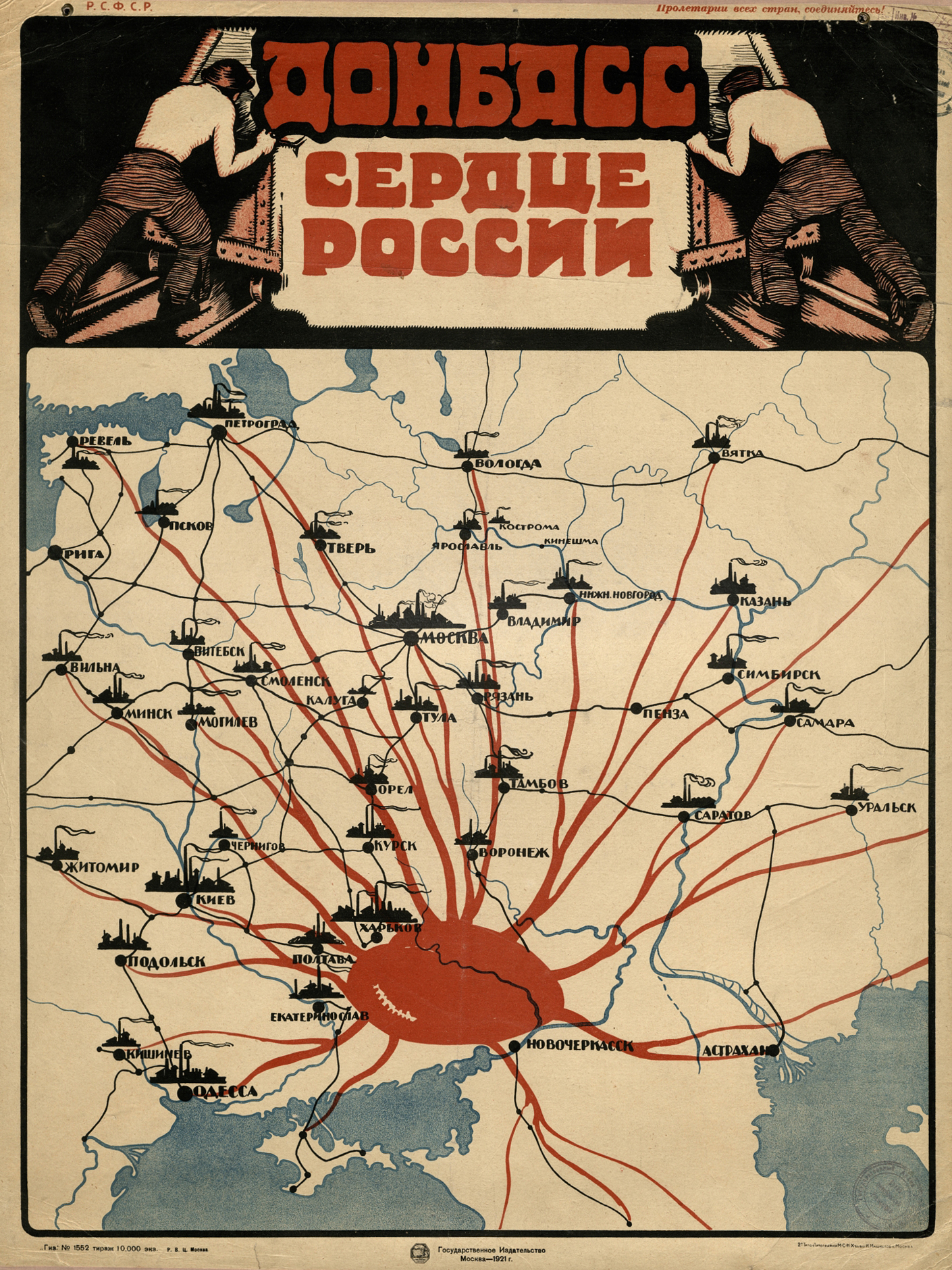
Cartel de propaganda soviético: «El Donbass es el corazón de Rusia».

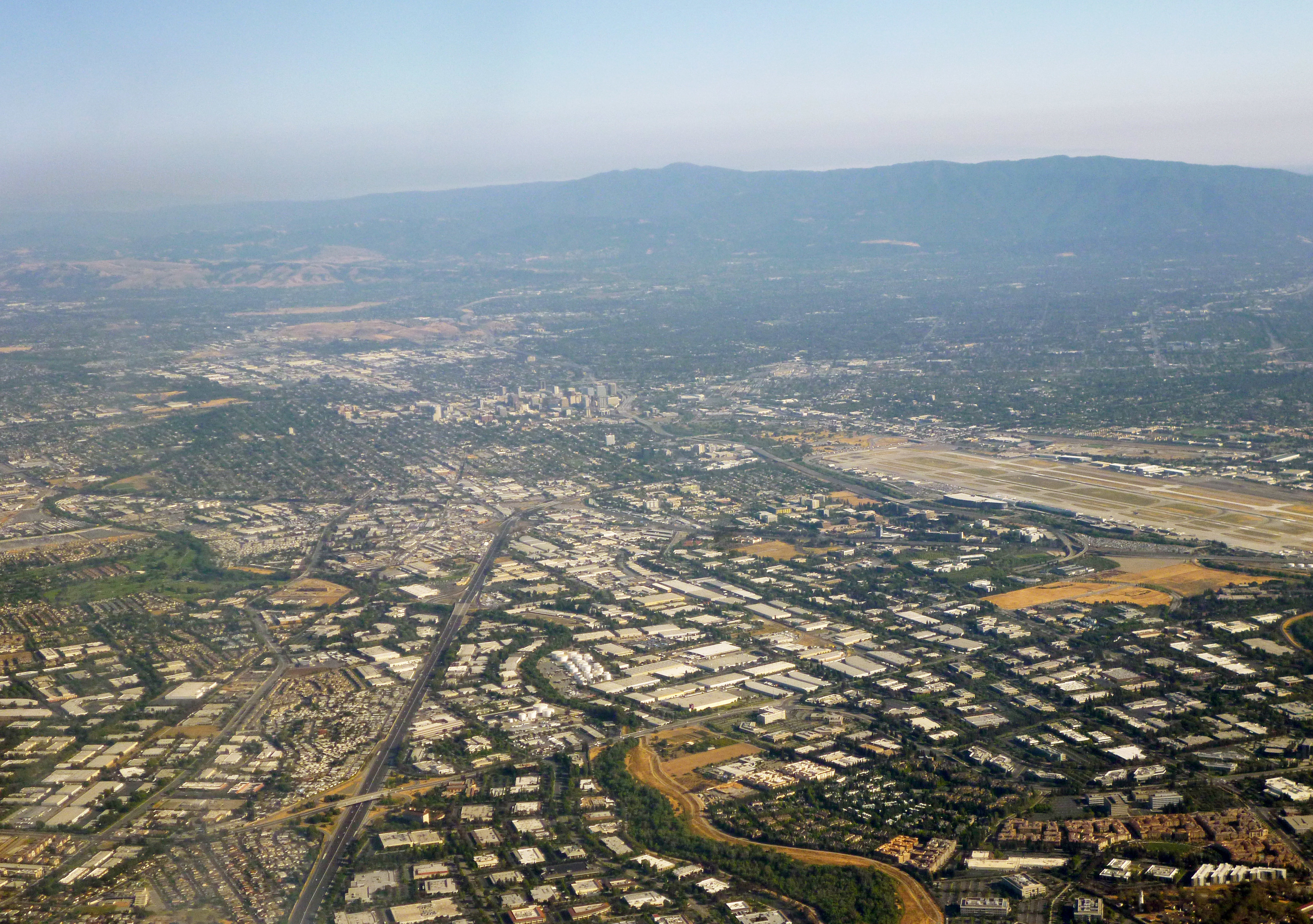
Fotografía aérea de Silicon Valley, una zona industrial de alta tecnología.

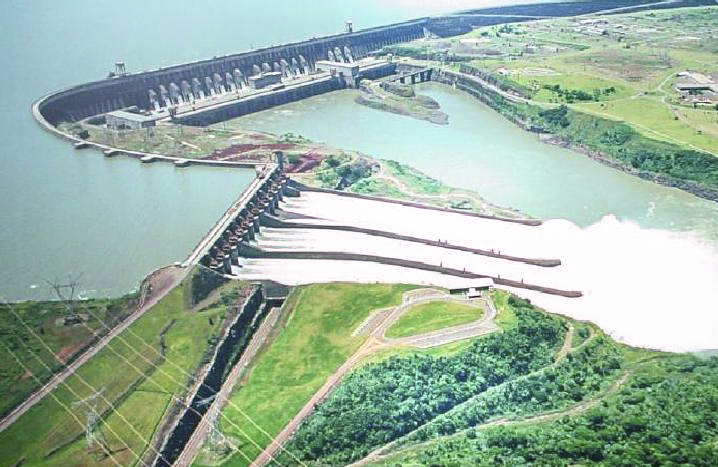
Represa de Itaipú, en el río Paraná, entre Paraguay y Brasil.

La geografía industrial es una rama de la geografía que estudia los usos industriales en el paisaje geográfico. Forma parte de la geografía económica y la geografía humana.
Pretende explicar la relación que se establece entre los grupos humanos y el medio ambiente en los paisajes industriales, es decir, los paisajes humanizados en los que las actividades del sector secundario son las predominantes.
Las consecuencias de los procesos de industrialización están entre las más transformadoras del espacio geográfico y con más problemas ambientales.

## Factores de localización industrial
- Recursos naturales o materias primas.
- Fuentes de energía (inicialmente el carbón para las máquinas de vapor, posteriormente el petróleo y la electrificación).
- Transporte (permite el acceso a materias primas y fuentes de energía y la salida de los productos a los mercados; a través de carreteras, canales, puertos, ferrocarriles, etc.).
- Mercado (la salida de los productos).
- Mano de obra (en la cantidad y con la cualificación necesaria).
- Concentración industrial («la industria llama a la industria»).[8]
- Planificación económica.
- Desarrollo endógeno.

## Desindustrialización y deslocalización industrial

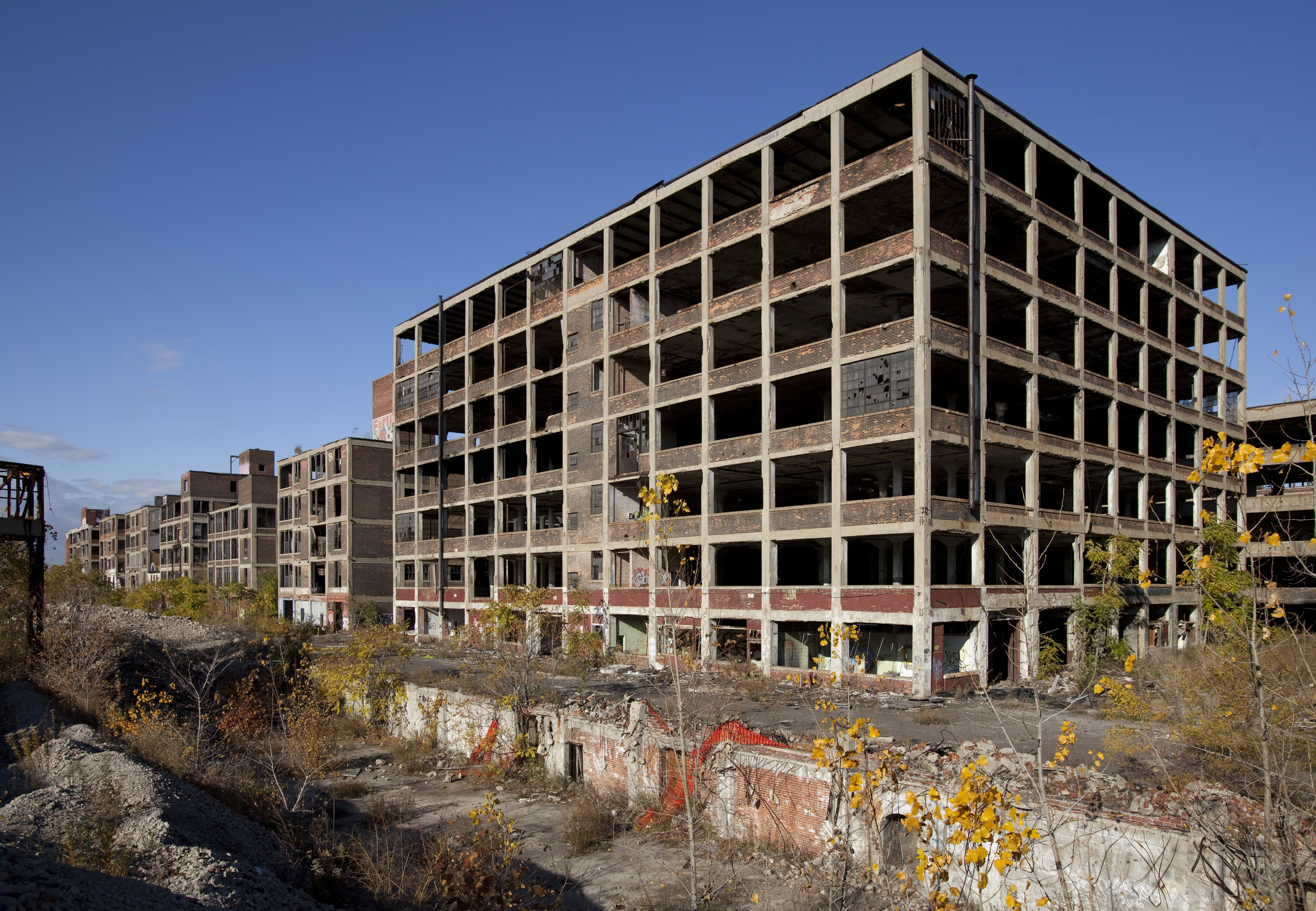
Fábrica de automóviles abandonada en Detroit.

## Tipos de industria

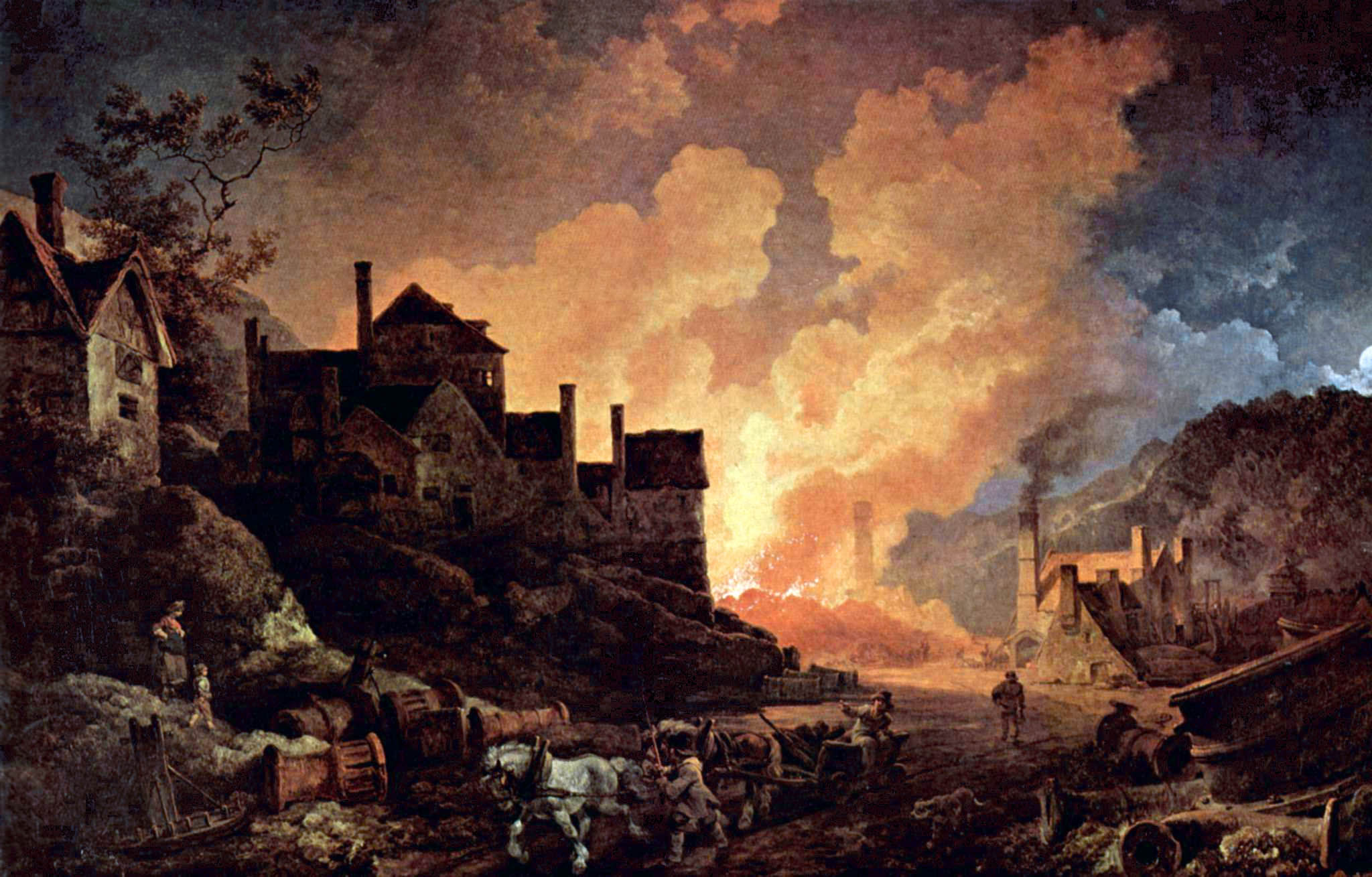
Coalbrookdale de noche (Philipp Jakob Loutherbourg, 1801).

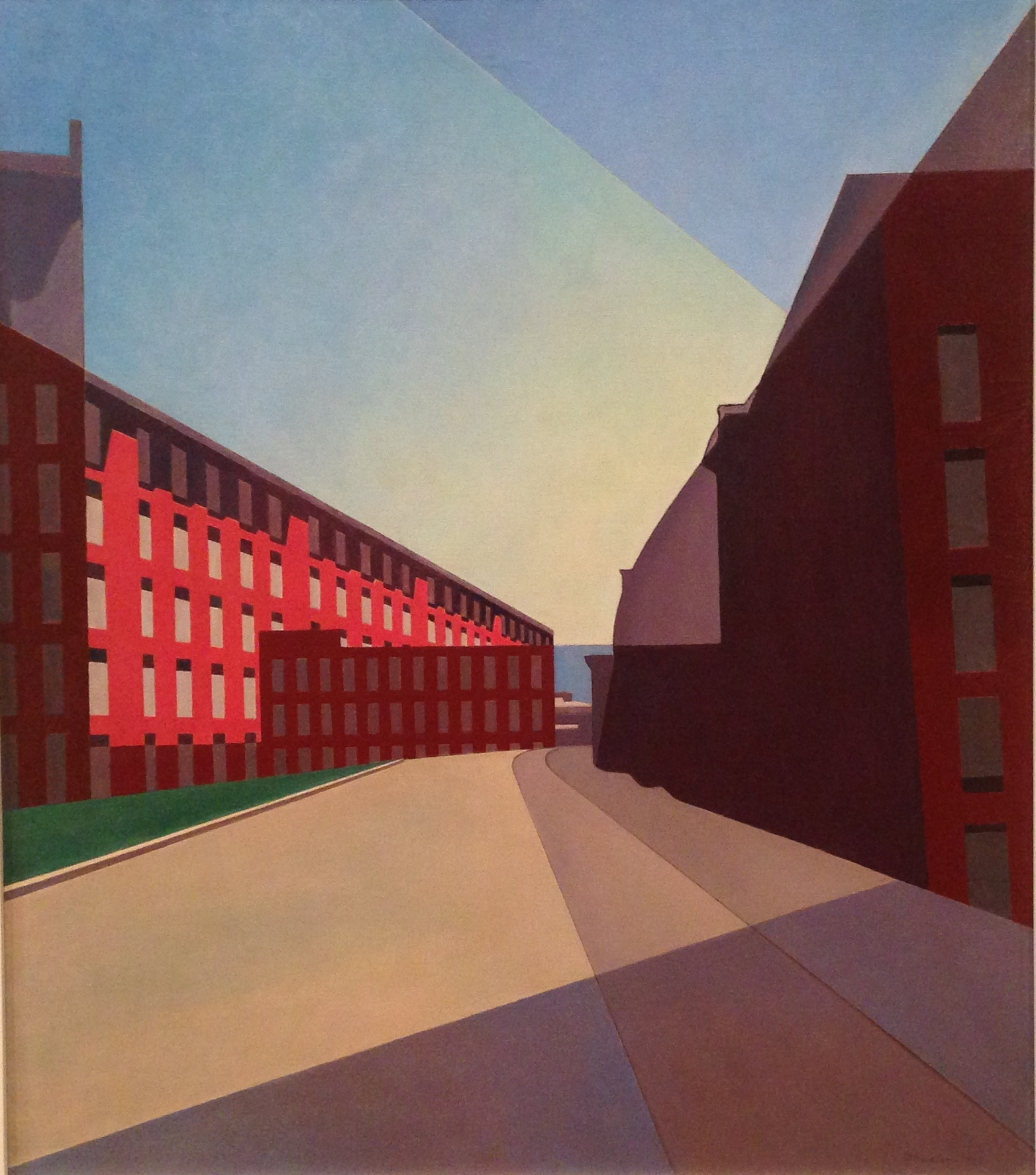
Amoskeag Mills 2 (Charles Sheeler, 1948).

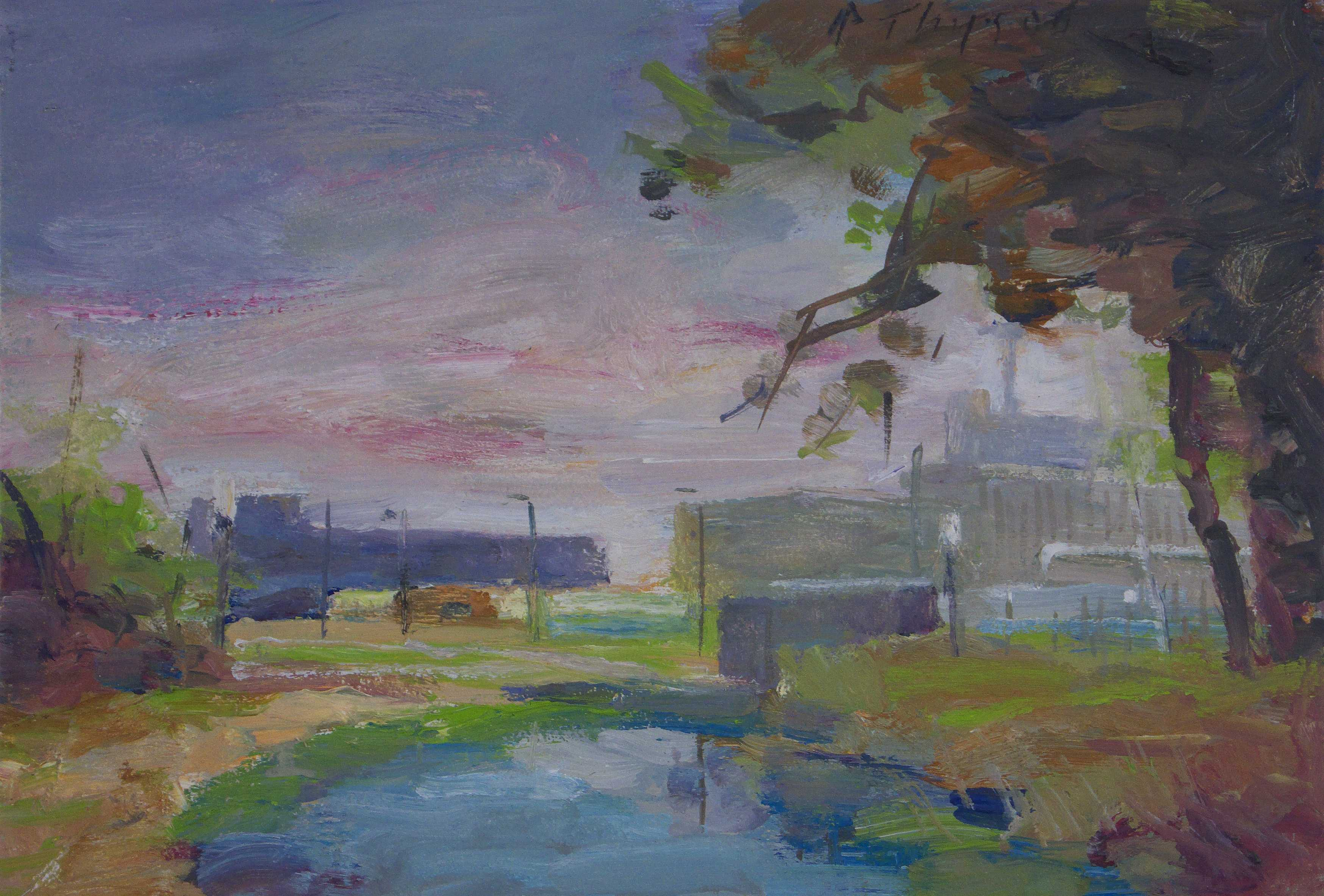
BrainPort de Eindhoven, con el Philips Natuurkundig Laboratorium y la Universidad Técnica de Eindhoven (Peterhijs, 2006).

## Paisajes industriales
Desde el siglo XIX, la Primera Revolución Industrial, basada en el uso del carbón, dio origen a los paisajes industriales tradicionales o «paisajes negros» (Pays Noir). En el siglo XX, con la Segunda Revolución Industrial, se desarrollaron los paisajes industriales urbanos, caracterizados por los polígonos industriales en torno a las ciudades, y las grandes instalaciones petroquímicas en zonas portuarias. A finales del siglo XX y en el siglo XXI, con la Tercera Revolución Industrial, Revolución científico-tecnológica o Revolución digital, caracterizada por la economía del conocimiento y las tecnologías de la información y la comunicación (TIC, que «terciarizan» la industria), aparecen las modernas «tecnópolis».
Paisajes industriales en Europa

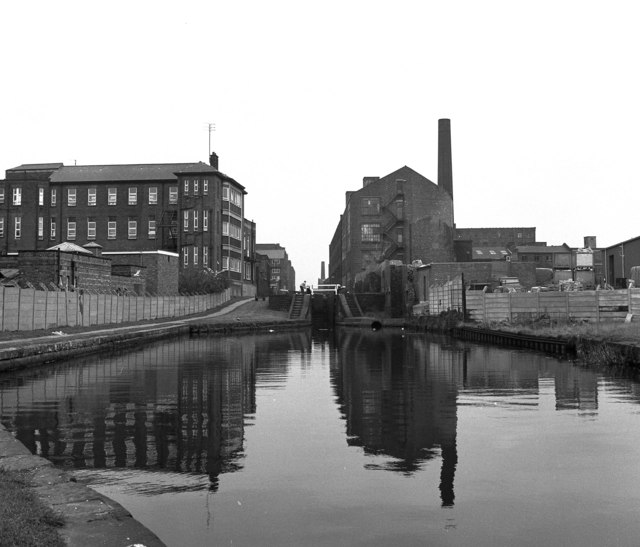
Paisaje industrial de Inglaterra (muelle 3 del Canal Ashton, Manchester).
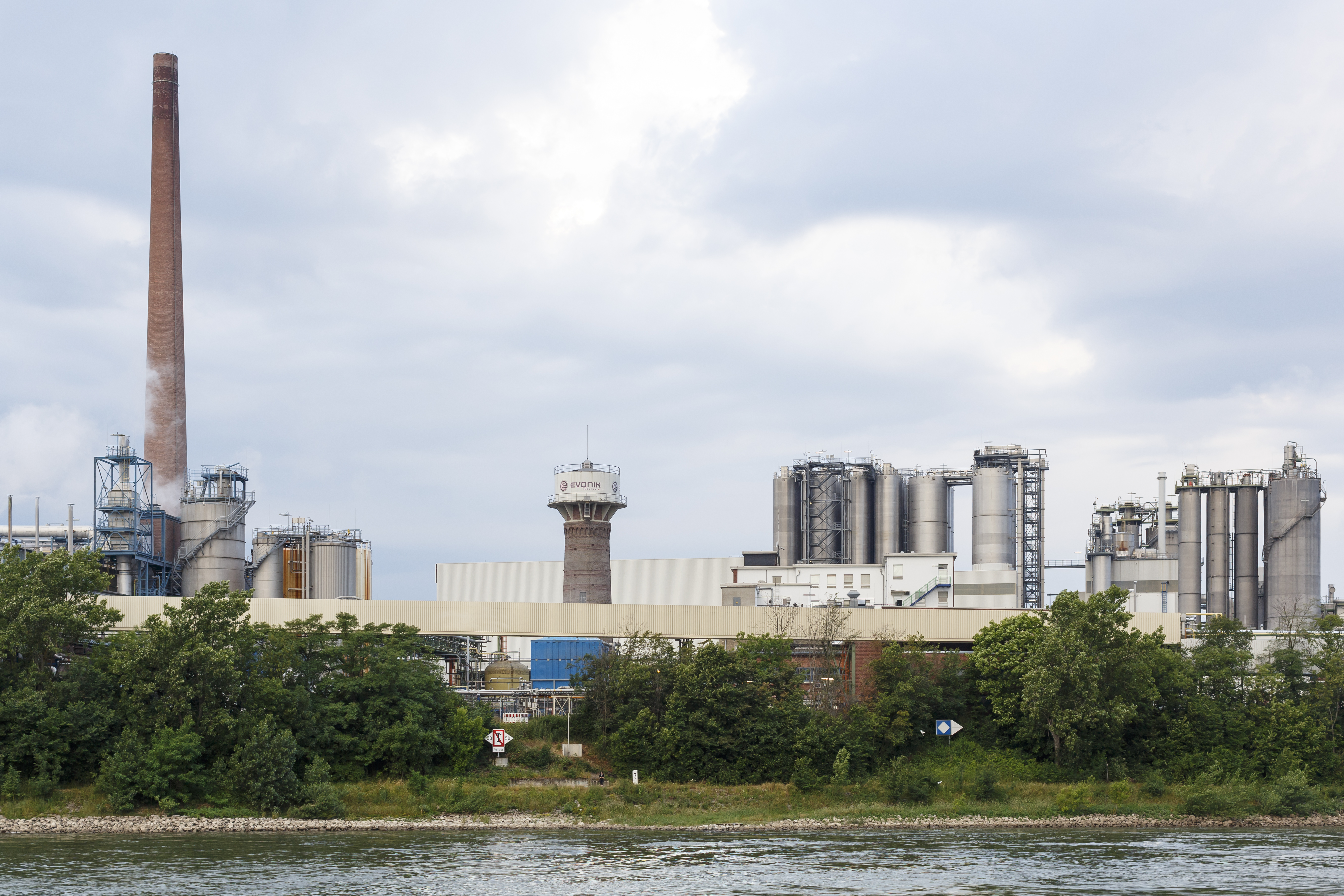
Paisaje industrial en Alemania, a orillas del Rin (Wesseling).
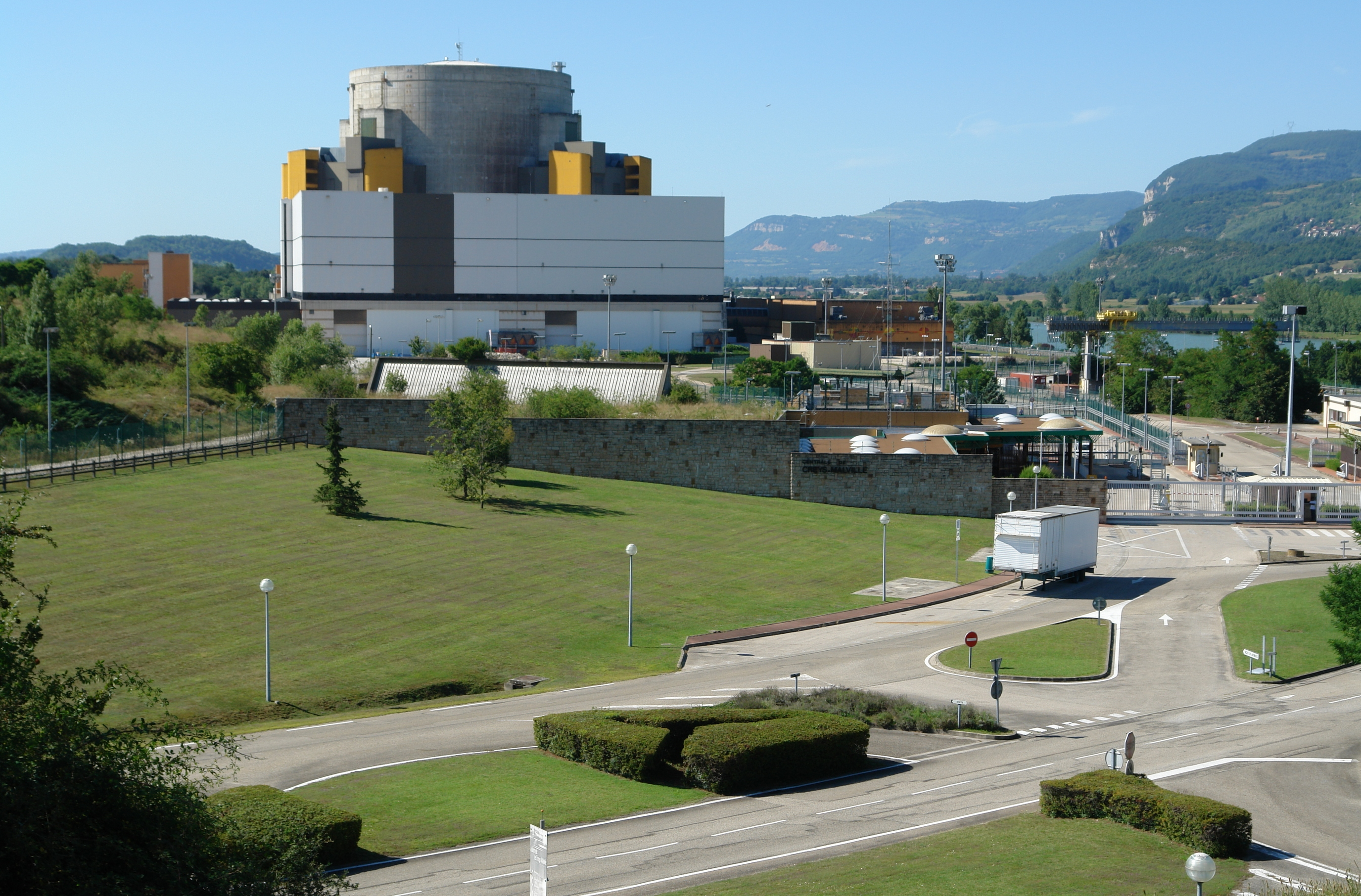
Paisaje industrial de Francia (instalación nuclear de Creys-Malville).
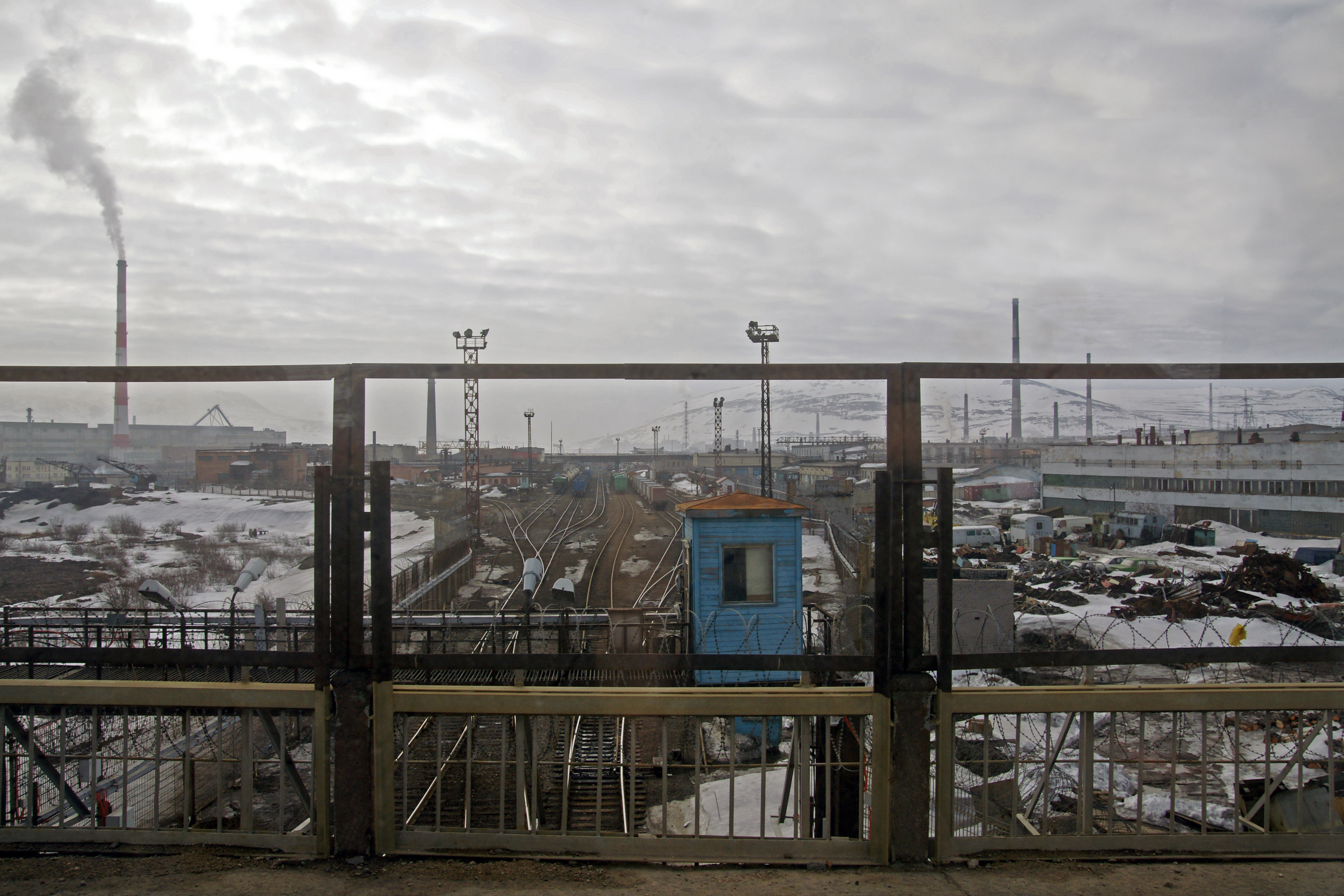
Paisaje industrial en Rusia (enlaces ferroviarios y fábricas en Monchegorsk).

Paisajes industriales en Asia

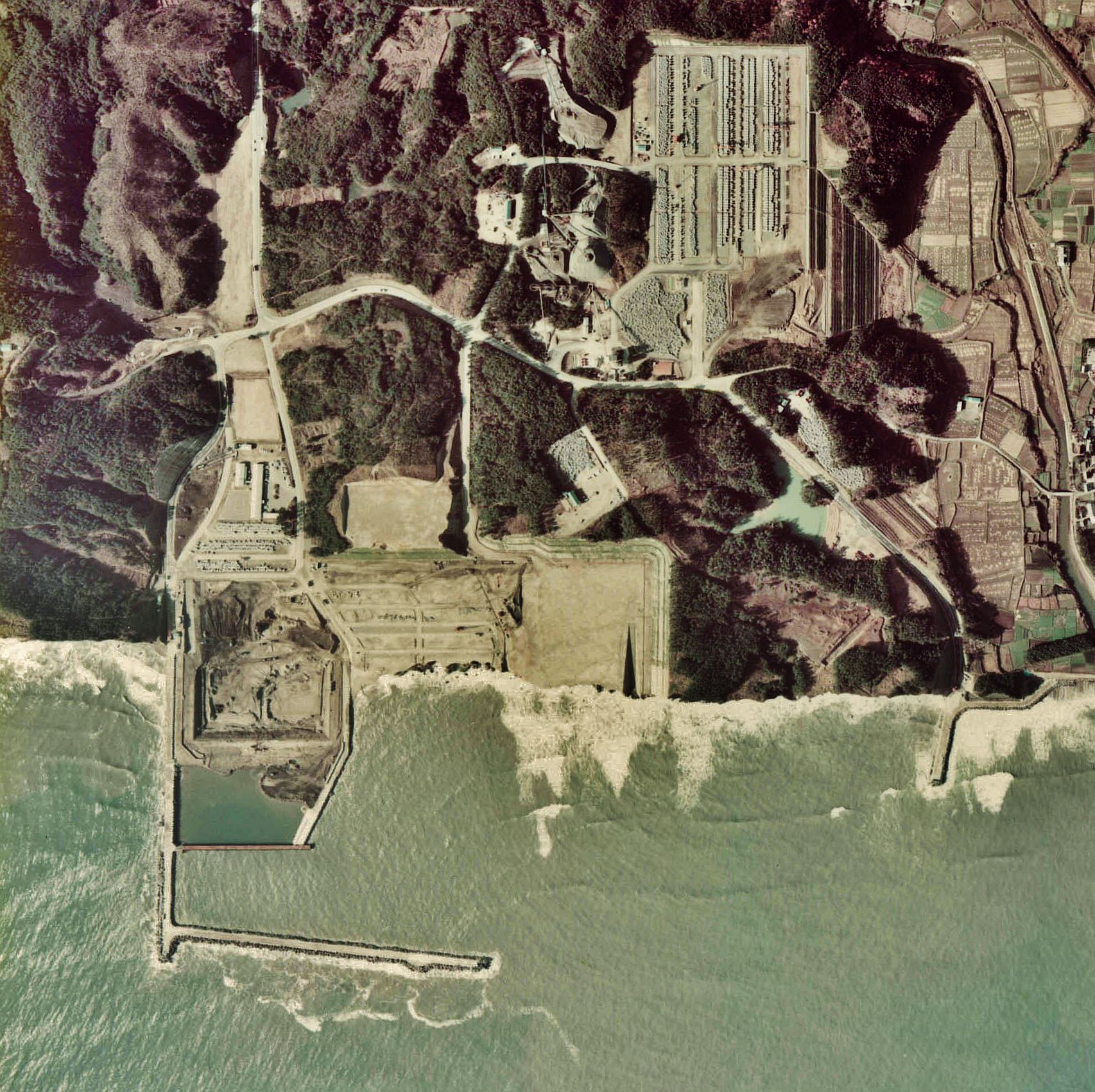
Paisaje industrial en Japón, a orillas del Pacífico (Fukushima II -en ese momento en construcción, posteriormente se produjo el accidente nuclear de Fukushima I-).
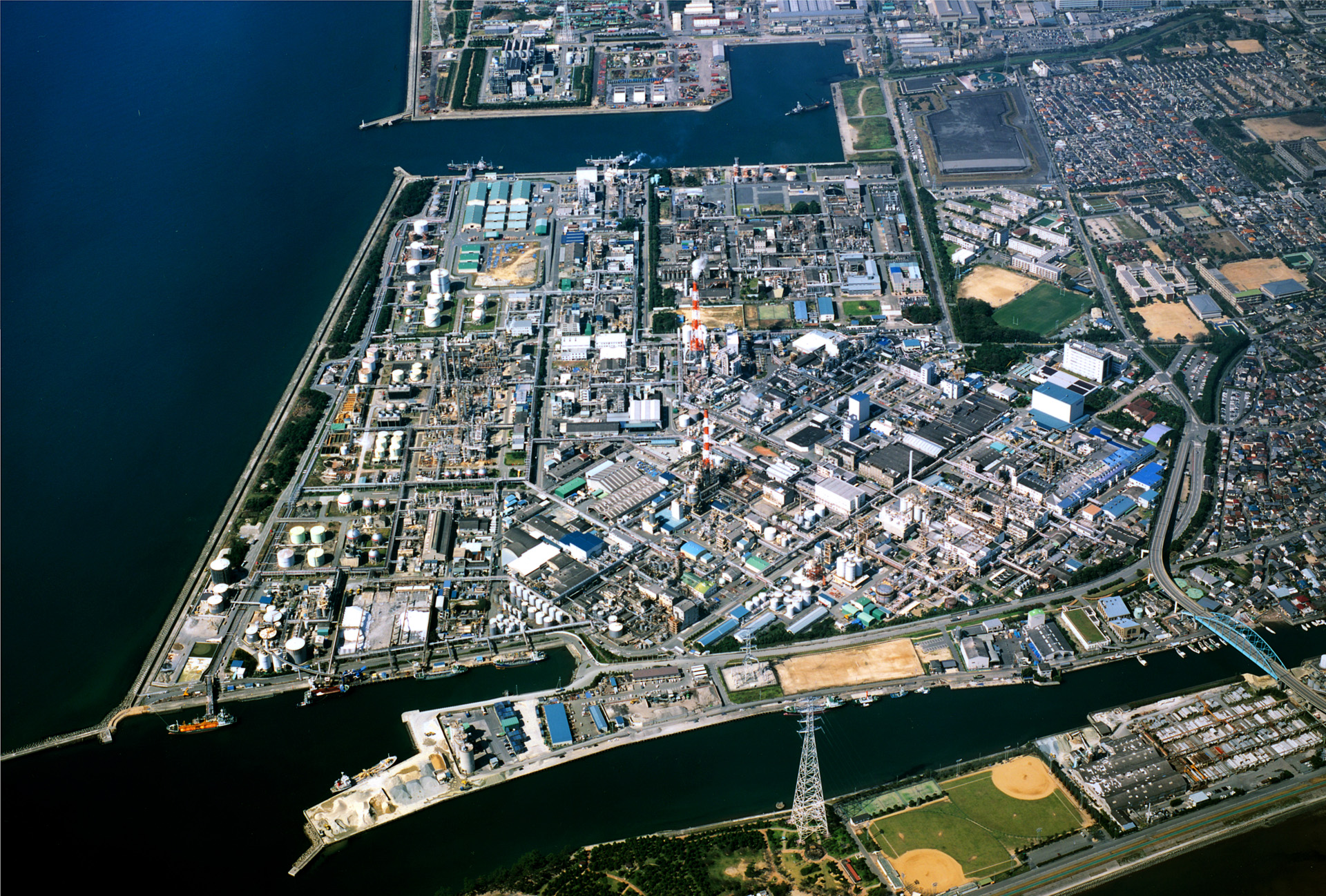
Paisaje industrial en Japón (Takasago).
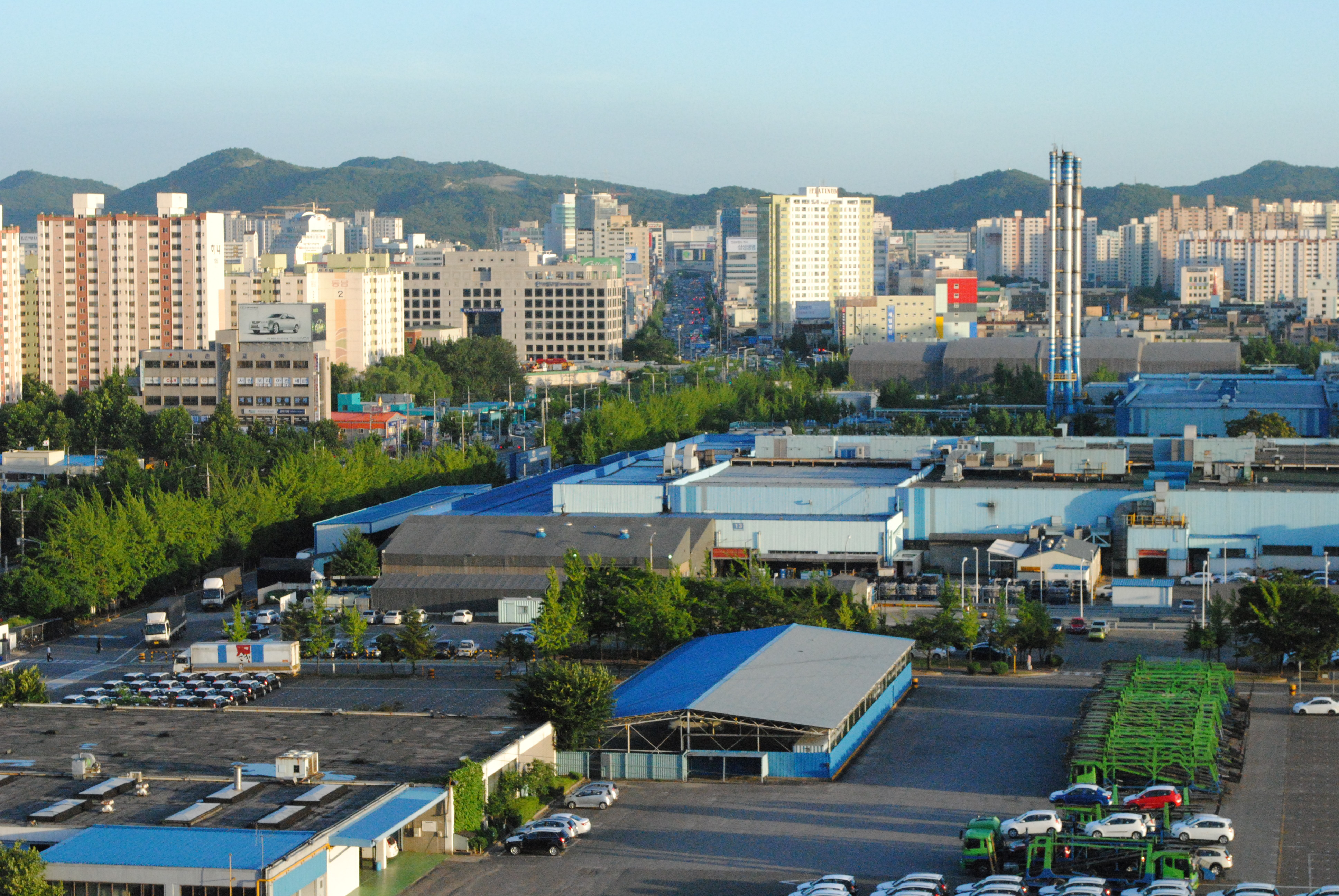
Paisaje industrial en Corea del Sur (GM Daewoo en Bupyeong-gu).
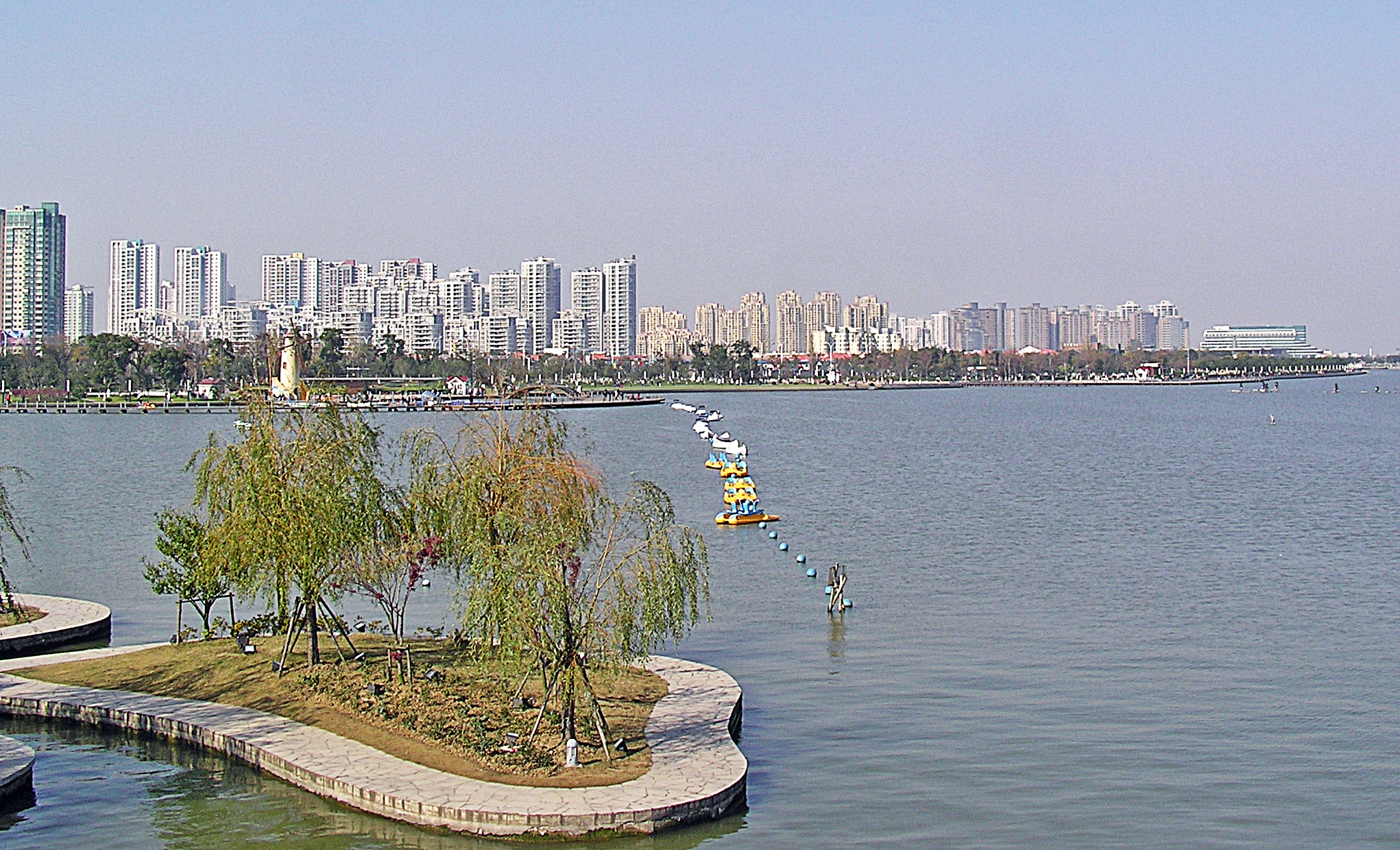
Paisaje industrial en China (Suzhou Industrial Park -SIP-, una instalación con participación de Singapur).
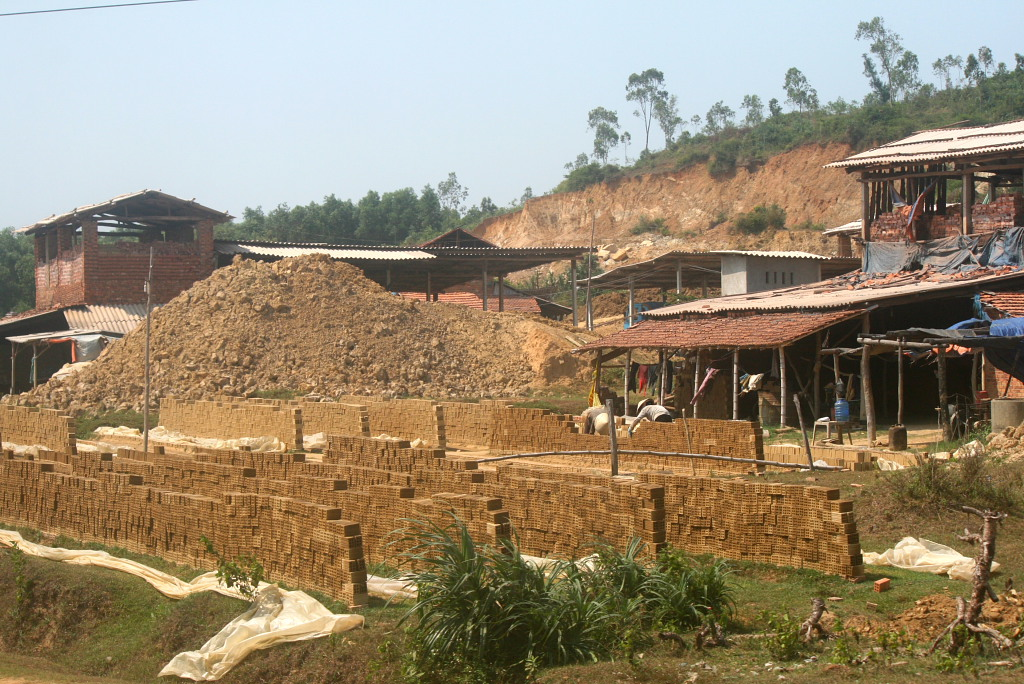
Paisaje industrial en Vietnam (fábrica de ladrillos en Quảng Ngãi).
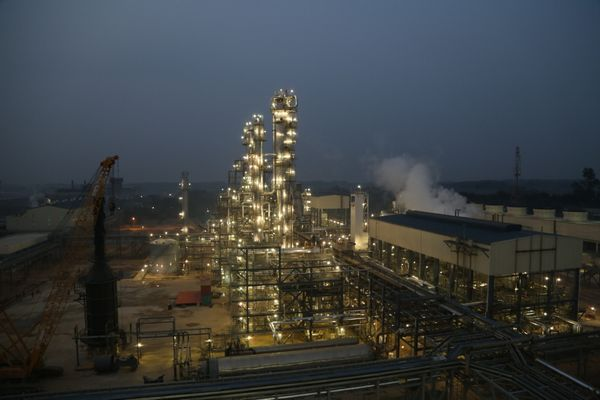
Paisaje industrial en Bangladesh (fábrica de fertilizantes en Shahjalal).
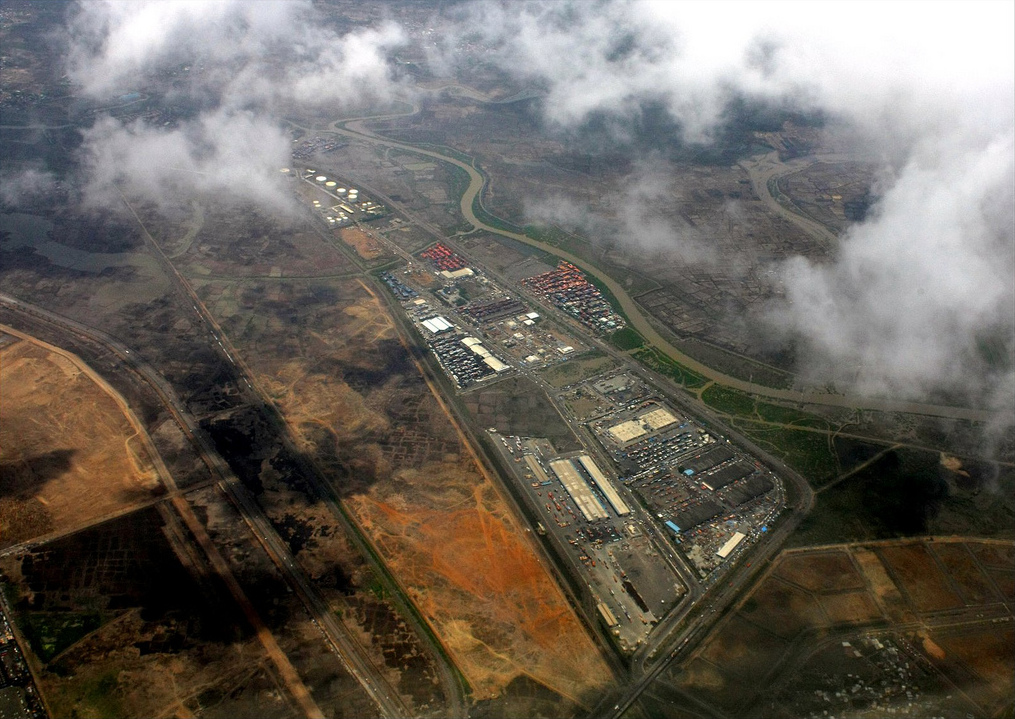
Paisaje industrial en India (cercanías de Bombay).
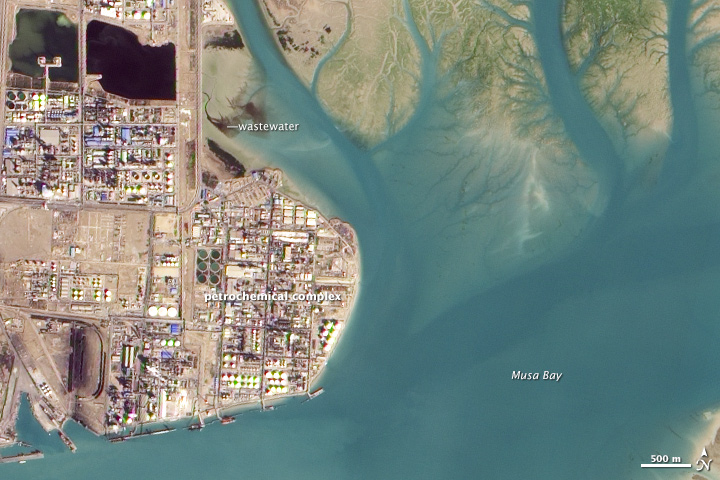
Paisaje industrial en Irán (complejo petroquímico Bandar Jomeiny).
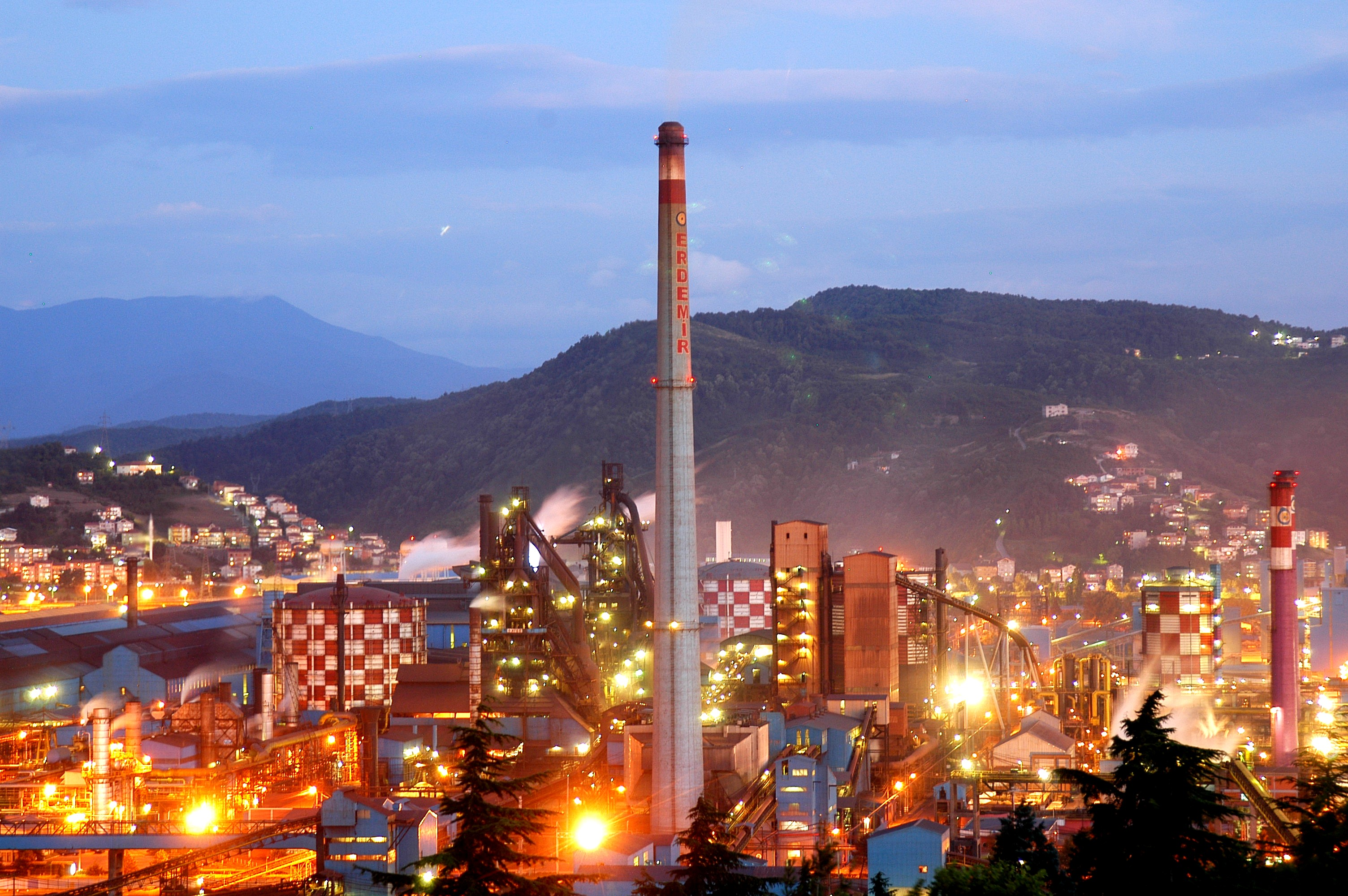
Paisaje industrial en Turquía (siderurgia de Erdemir).

Paisajes industriales en América

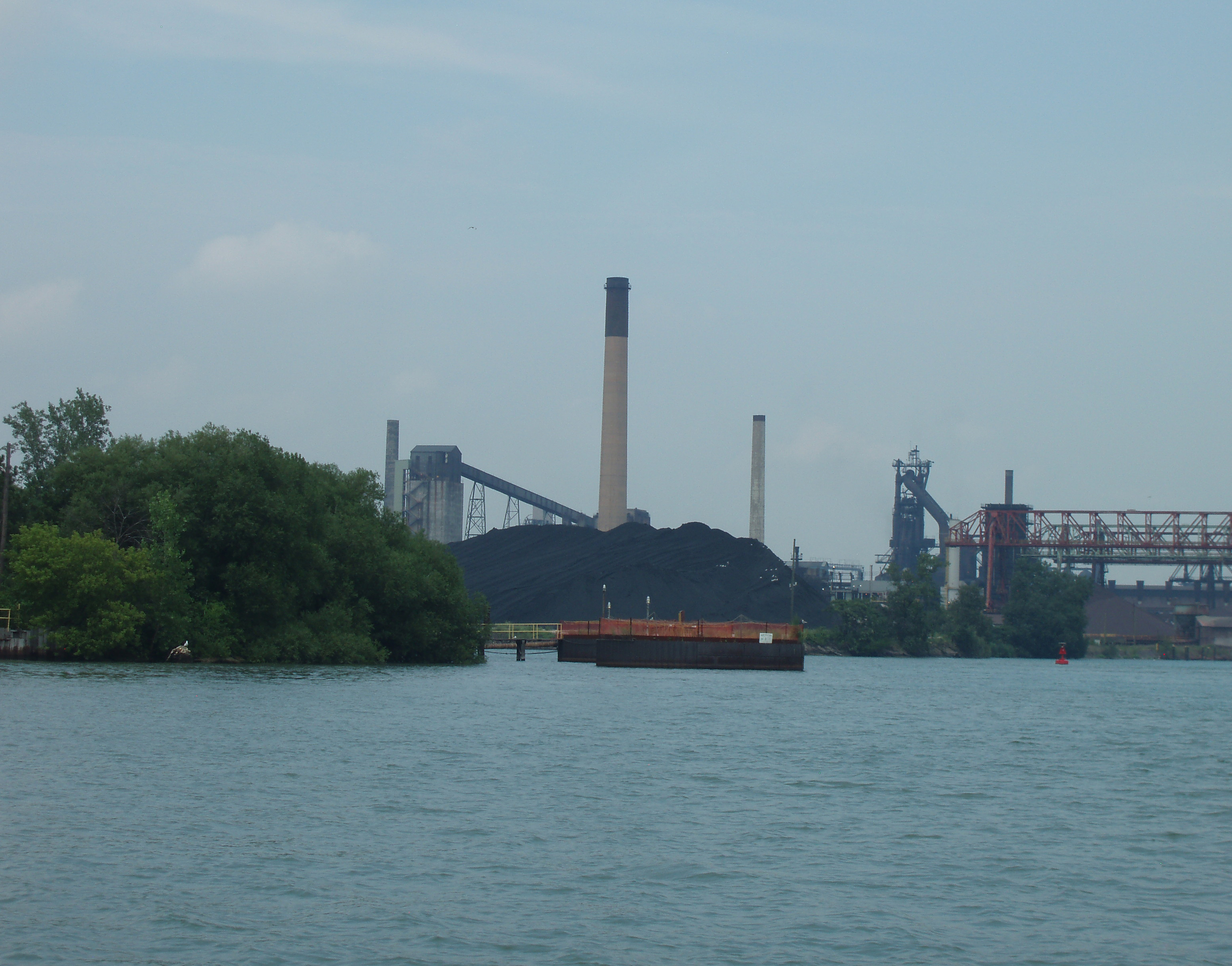
Paisaje industrial en Estados Unidos (Detroit).
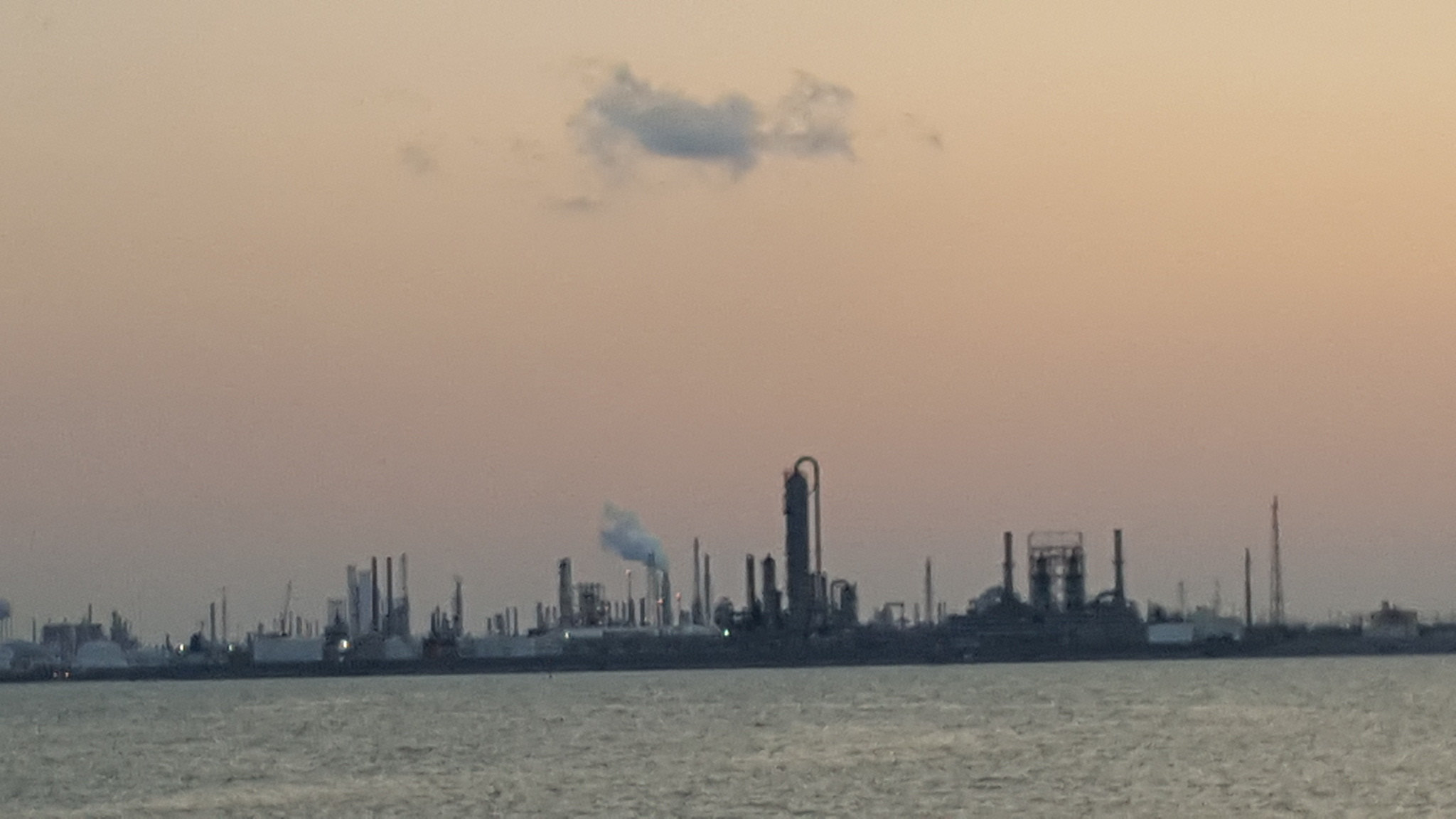
Paisaje industrial en Estados Unidos (Texas City Dike).
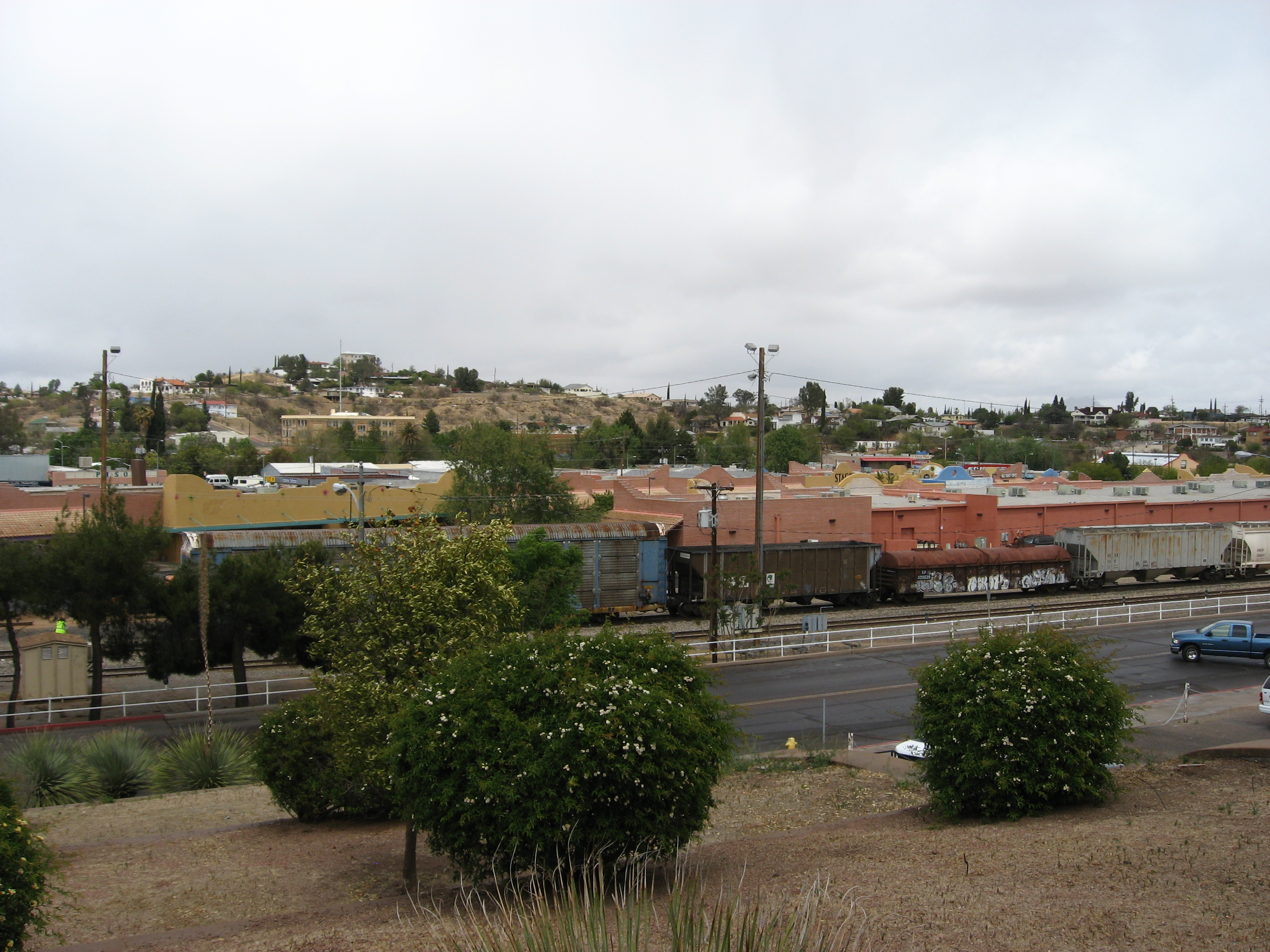
Paisaje industrial en la frontera entre México y Estados Unidos (maquiladoras).
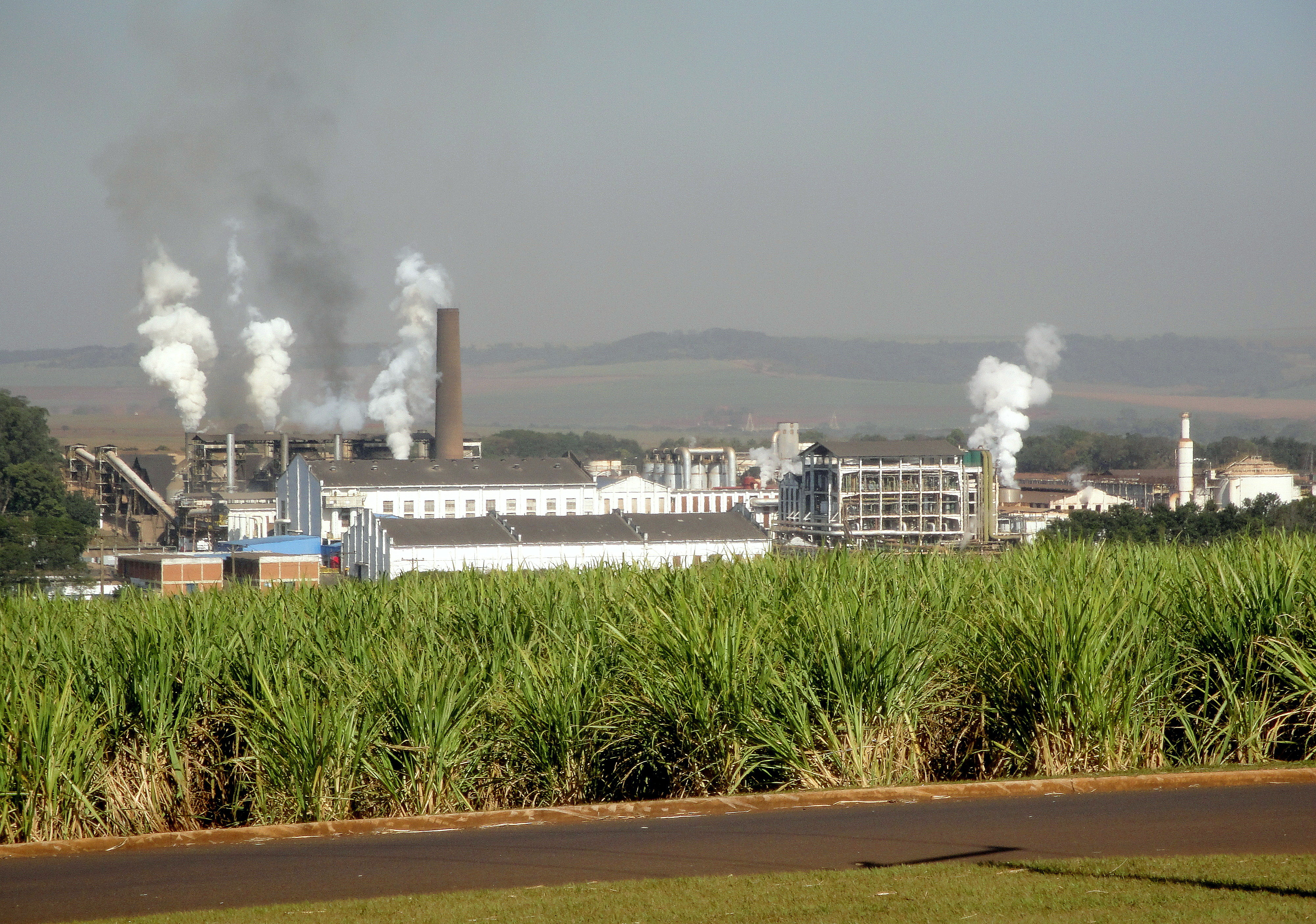
Paisaje industrial en Brasil (fábrica de etanol y azúcar en Pradópolis).
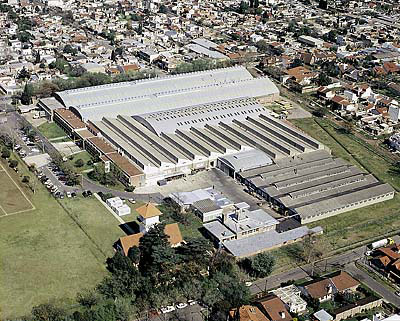
Paisaje industrial en Argentina (fábrica de cocinas en Villa Adelina).

Paisajes industriales en África

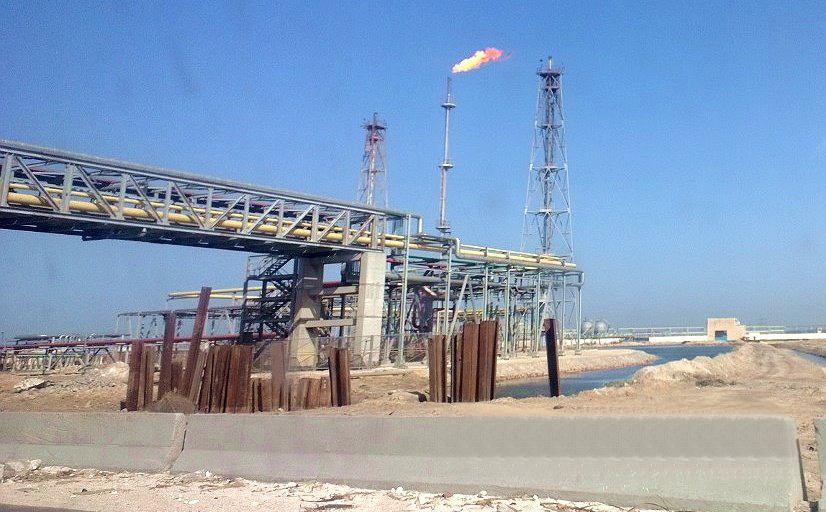
Paisaje industrial en Egipto (refinería de petróleo en Lago Mariout).
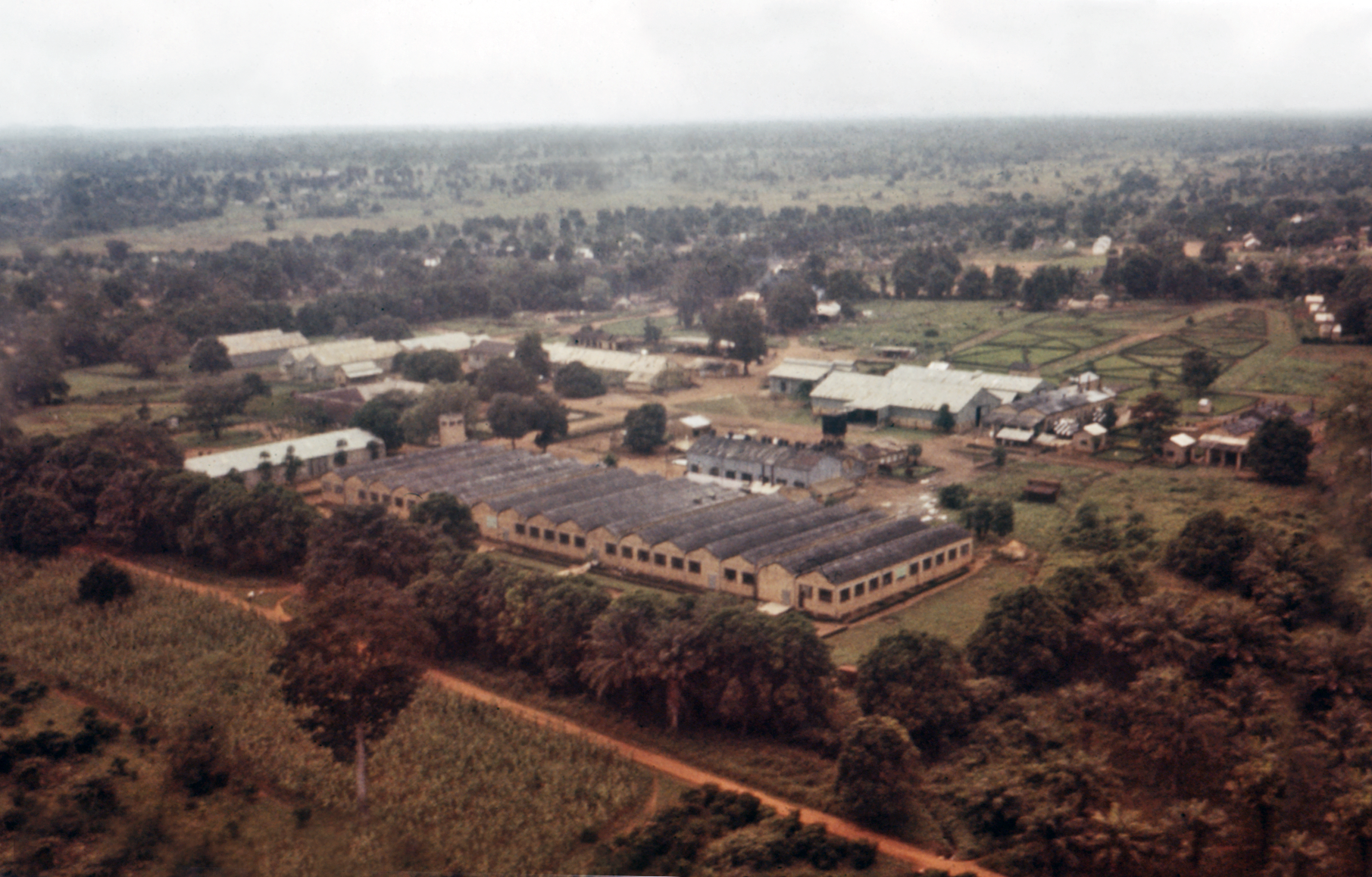
Paisaje industrial en Sudán (fábrica de algodón en Nzara).
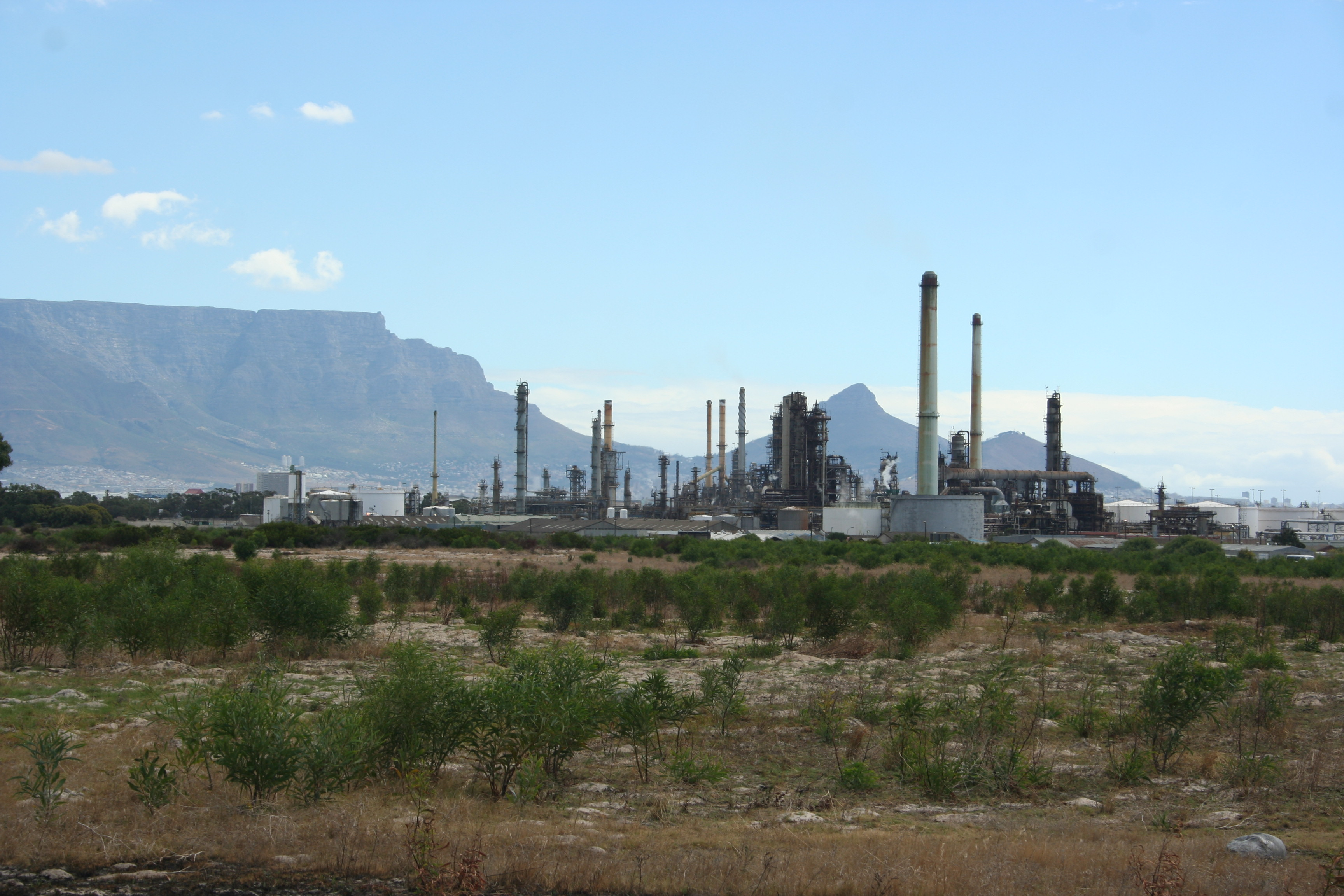
Paisaje industrial en Sudáfrica (refinería en Ciudad del Cabo).

Paisajes industriales en Oceanía

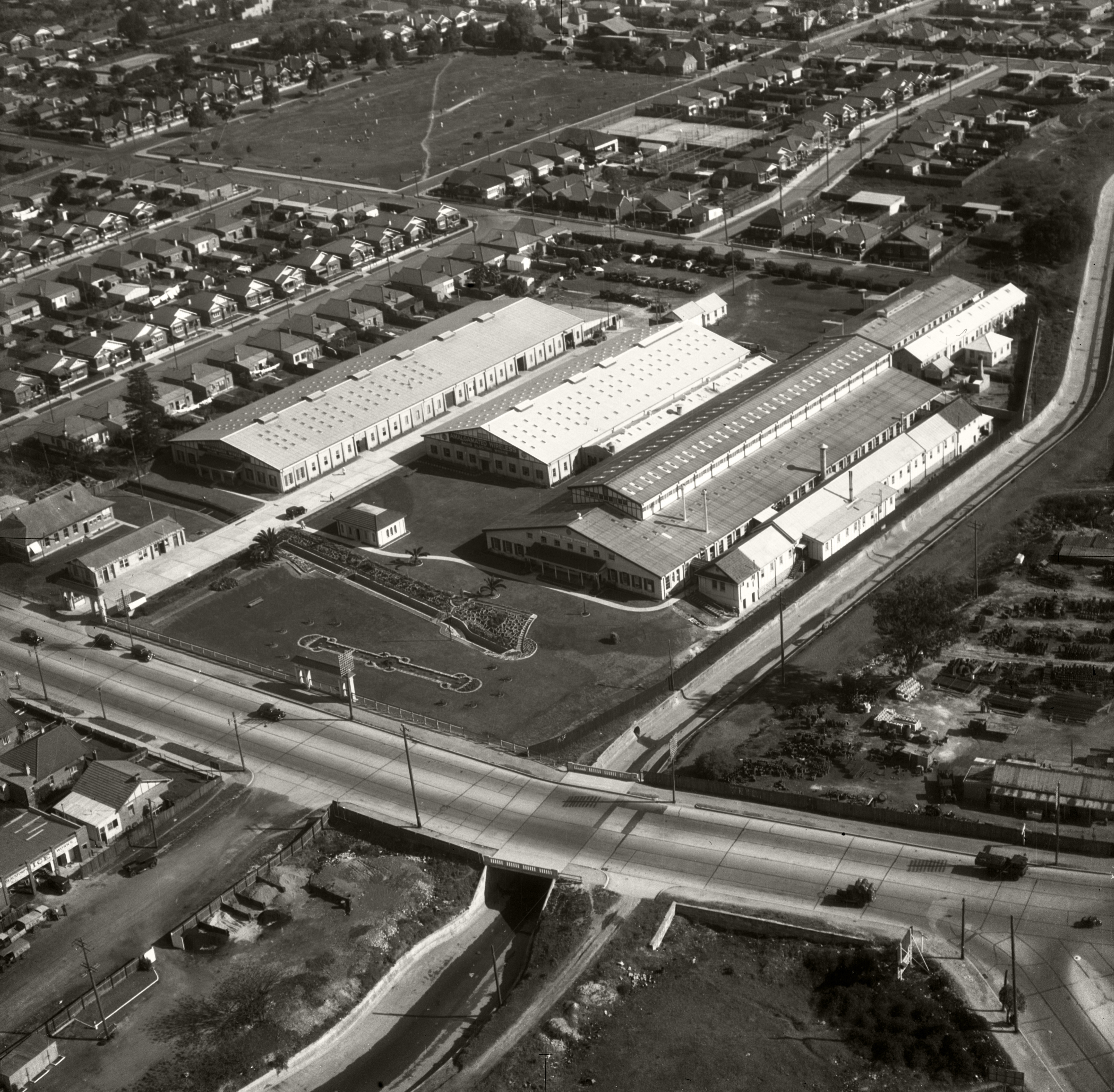
Paisaje industrial en Australia (industria electrónica en las cercanías de Sydney).

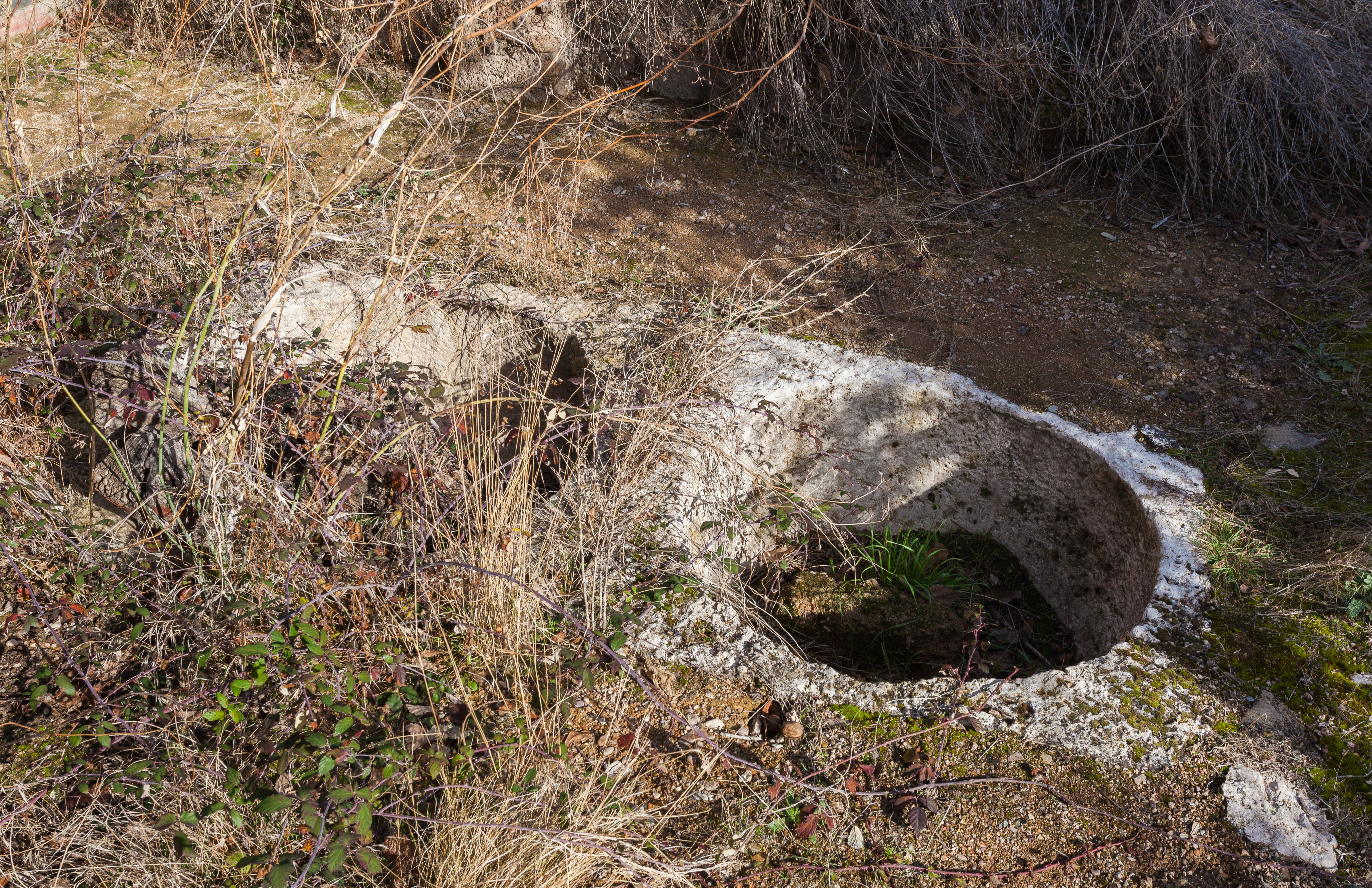
Antiguo molino de pólvora.

## Áreas industriales

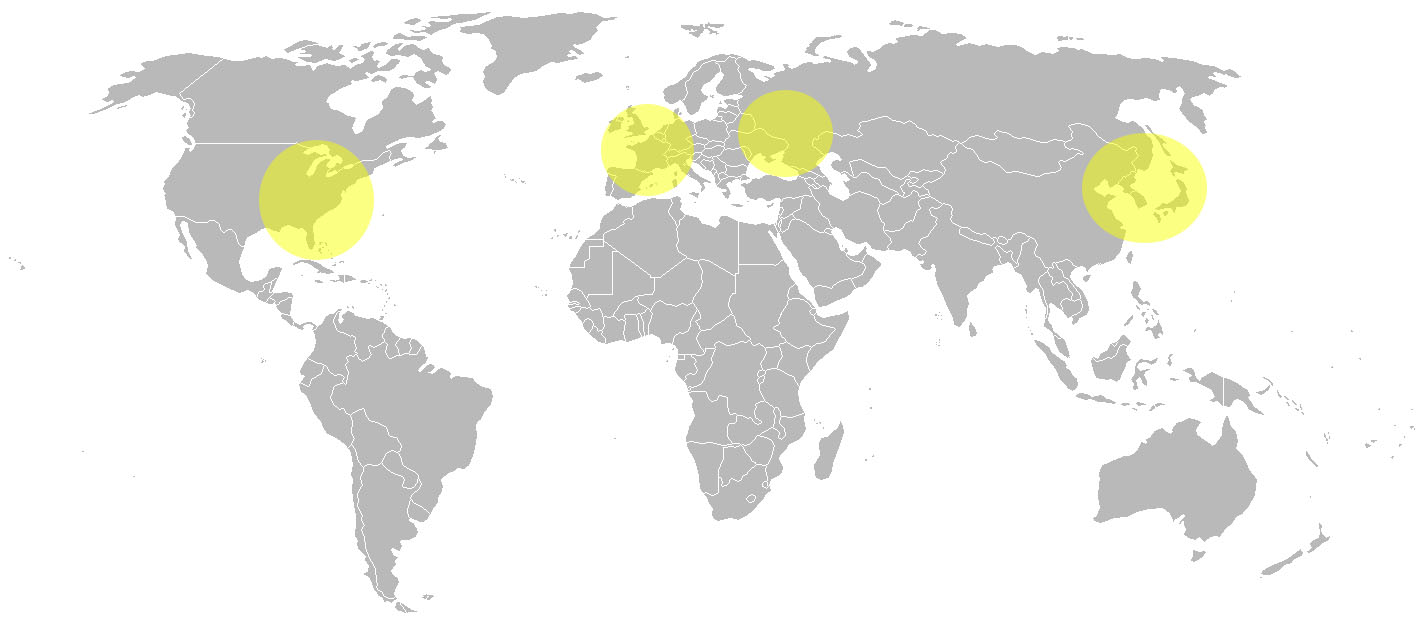
Principales áreas industriales del mundo: la del Noreste de Estados Unidos (de los Grandes Lagos a la costa Atlántica —también está muy industrializada la costa Oeste—), la de Europa Noroccidental (del Reino Unido al Norte de Italia y del Norte de España a Alemania) y la de Extremo Oriente (Japón, Republica de Corea y Este de China). La del Oeste de Rusia (junto con el Este de Ucrania) es una gran área industrial tradicional que con la crisis del bloque comunista (1989) y la transición al capitalismo quedó relativamente rezagada y obsoleta; posteriormente se reactivó, como resultado de la globalización, junto con los llamados nuevos países industrializados entre los que destacan los identificados con el acrónimo BRIC (Brasil, Rusia, India y China). Cartográficamente excéntricos, pero geográficamente integrados en el «norte» o «centro» mundial, Australia y Nueva Zelanda son considerados países industrializados desde que este concepto se definió (mediados del).

## Geografía industrial en la época preindustrial
Los molinos son un dato capital de la geografía industrial del pasado. Ocupan un lugar importante en la toponimia... Hasta el desarrollo de las máquinas de vapor, era[n] el utilizador de energía. Por ello, eran clasificados según las fuentes naturales de energía conocidas por entonces en: molino de viento, molino de agua, molino de marea... Según la aplicación de la energía se distinguían molinos de trigo, de aceite, de azúcar, de casca, de pólvora, para aserrar, para abatanar, de papel, de fragua, para secar los pantanos o para subir las aguas.
Pierre George, Diccionario de Geografía

## Nota y referencias
1. ↑  Pierre George, Géographie industrielle du monde, PUF, 1979.
2. ↑  Raymond Charles Riley, Industrial geography, Chatto and Windus, 1973.
3. ↑  Trevor Barnes, Meric Gertler, The New Industrial Geography: Regions, Regulation and Institutions, Routledge, 2002.
4. ↑  Eike Schamp, Vernetzte Produktion. Industriegeographie aus institutioneller Perspektive, Wissenschaftliche Buchgesellschaft, Darmstadt, 2000.
5. ↑  Ricardo Méndez, Fernando Molinero Hernando, Espacios y sociedades: introducción a la geografía regional del mundo, Planeta, 1998.
6. ↑  GEOGRAFIA INDUSTRIAL Curso 2002-03 Prof.: Inmaculada Caravaca Barroso. Licenciatura de Geografía, Universidad de Sevilla Tema 1, Tema 2
7. ↑  Geografía Industrial. Universidad Autónoma de Madrid. Profesor: Fernando Moliní Archivado el 31 de agosto de 2009 en Wayback Machine.
8. ↑  Pluri-desarrollo, Seminarios, julio-agosto 1964:

... no lleva al reparto geográfico de las industrias, sino que, por el contrario, tiende a su concentración sobre ciertos lugares de consumo en masa. La industria llama a la industria. Las consideraciones políticas o estratégicas apenas influyeron en el mapa industrial del mundo — al menos hasta la Segunda Guerra Mundial — más que a modo de correctivos.
9. ↑  L. S. Lowry, Industrial Landscape 1955, Tate. Brian Hayes, Infraestructure, a guide to industrial landscape - Norrkoping - Industrial landscape Archivado el 24 de noviembre de 2016 en Wayback Machine. - Los paisajes de nuestro planeta. Adriaan Linters, Industria, Architecture industrielle en Belgique, Pierre Mardaga éditeur 1986; fuente citada en Paysage industriel
10. ↑  Con «molino de casca» podría referirse al lagar, jaraíz o prensa de uva, puesto que «casca», en su primera acepción, es el «hollejo de la uva después de pisada y exprimida» Real Academia Española. «casca». Diccionario de la lengua española (23.ª edición).; pero más probablemente se refiera a una instalación (la «tahona de casca») que obtenía una materia necesaria para el cutido de pieles (tenería): «La casca se obtenía a partir de la corteza de pino resinero o de la corteza de encina... para dar color a las pieles... La maquinaria de molienda consta de dos piedras: una vertical y otra horizontal. Es decir, tenían una disposición semejante a la de las almazaras de aceite. La muela vertical medía 1,50 m. de diámetro por unos 30 ó 35 cm. de anchura. La piedra horizontal o solera presentaba una ligera inclinación hacia el centro, era lisa y, por lo general de caliza. En cambio, la vertical, o corredera, o bien se picaba en toda su anchura o bien se empleaba la llamada “piedra de morrillo”, especie de conglomerado de grava gruesa. Del centro u ojo de esta piedra partía un eje, a cuyo extremo opuesto estaba uncida una caballería, encargada de hacerla rodar sobre sí misma, a la vez que iba describiendo un círculo. Este eje se sustentaba en un madero situado en medio de la tahona. El animal solía ir provisto de una esquililla, cuyo sonido indicaba que el molino estaba funcionando. La operación de molienda corría al cuidado de algún chiquillo quien, con un rastrillo de madera, se encargaba de ir metiendo la casca bajo la muela corredera... Excepcionalmente, el molino de casca podía ser accionado por un hombre, pero más inusual era el ingenio empleado en la Real Fábrica de Curtidos del Canal de Castilla. Utilizaba dos muelas correderas -la segunda ocupaba el lugar de la caballería- y era accionado por un rodezno hidráulico, del tipo denominado “regolfo”» (REPRESA, 1989, pp. 4-10; fuente citada en Francisca Represa, Tenerías palentinas, Revista de Folklore número 165, 1994). La segunda acepción de «casca» es «corteza de ciertos árboles, que se usa para curtir las pieles y teñir artes y aparejos de pesca».
11. ↑  Las mayores zonas industriales de la antigua Unión Soviética eran dos ricas cuencas carboníferas: el Donbass (entre Rusia y Ucrania) y el Kuzbass (al sudoeste de Siberia).

- Datos: Q1662040